# Szegedi Atlétikai Klub
El Szegedi Atlétikai Klub fou un club de futbol hongarès de la ciutat de Szeged.

## Història

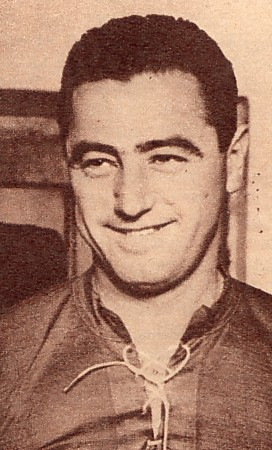
Géza Toldi jugà al club la temporada 1941-42

El club va néixer l'any 1899. La temporada 1926-27 debutà a la primera divisió hongaresa i acabà setè. En total va jugar 22 temporades a la màxima categoria, fins 1951. Va ser finalista de la Copa d'Hongria la temporada 1929-30. El 1976 es fusionà amb el club Szegedi EAC, desapareixent.
Evolució del nom:
- 1899-1926: Szegedi Atlétikai Klub (SZAK)
- 1926-1931: Bástya FC
- 1931-1944: Szeged FC
- 1945-1949: Szegedi Atlétikai Klub (SZAK)
- 1949-1950: Szegedi MTE
- 1950-1957: Szegedi Petőfi
- 1957-1976: Szegedi Atlétikai Klub (SZAK)